# A Flora of Northwest America
A Flora of Northwest America (abreviado Fl. N.W. Amer.) es un libro con ilustraciones y descripciones botánicas que fue editado por el botánico y micólogo pionero y autodidacta estadounidense Thomas Jefferson Howell. 
Su obra más trascendente Flora of Northwest America. Por años reunió información para un compendio de la flora de la región, comenzando en 1882. Los impresores de Portland aparentemente fueron incapaces de entender su terminología técnica y su frecuente ilegible escritura, por lo tanto Howell por sí mismo tipeó los originales. Su escasa educación formal se reflejaba en inconsistencias especialmente en la gramática del inglés común. El botánico de Portland Martin W. Gorman corrigió las pruebas, pero dejó numerosos errores. En marzo de 1897, sale el primer fascículo, consistente en 112 pp. y a un precio de 50 centavos. 
Los subsecuentes fascículos de la Flora aparece a intervalos irregulares, con el séptimo y último publicado en agosto de 1903, nueve años antes de su deceso. Unas mil copias se imprimen. La Flora consiste de 792 pp. y describe 3.150 especies de las cuales 89 eran nuevas, descriptas por Howell. 